# Lukunor Village
Lukunor Village är en ort i Mikronesiska federationen.   Den ligger i kommunen Lekinioch Municipality och delstaten Chuuk, i den västra delen av landet, 500 km väster om huvudstaden Palikir. Lukunor Village ligger 9 meter över havet och antalet invånare är 927. Den ligger på ön Lukunor.
Terrängen runt Lukunor Village är mycket platt.  Lukunor Village är det största samhället i trakten. 